# Чемпионат мира по трековым велогонкам 1925
Чемпионат мира по трековым велогонкам 1925 года прошёл с 3 по 10 августа в Амстердаме (Нидерланды).

## Общий медальный зачёт
| Место | Страна     | Золото | Серебро | Бронза | Всего |
| ----- | ---------- | ------ | ------- | ------ | ----- |
| 1     | Нидерланды | 1      | 2       | 1      | 4     |
| 2     | Франция    | 1      | 1       | 2      | 4     |
| 3     | Швейцария  | 1      | 0       | 0      | 1     |

## Медалисты
| Дисциплина                            | Золото        | Серебро           | Бронза         |
| Спринт 1000 м Профессионалы           | Эрнст Кауфман | Морис Шиль        | Люсьен Мишар   |
| Гонка за лидером 100 км Профессионалы | Робер Грассен | Ян Снук           | Жорж Сере      |
| Спринт 1000 м Любители                | Якоб Мейер    | Антониус Мазайрак | Бернардюс Лене |